# Cristina a Danemarcei
Cristina a Danemarcei (noiembrie 1521 – 10 decembrie 1590) a fost o prințesă daneză care a devenit Ducesă consort a Ducatului Milano. De asemenea, a fost regentă de Lorena în anii 1545-1552 în timpul minoratului fiului ei și pretendentă la tronurile Danemarcei, Norvegiei și Suediei.

## Biografie

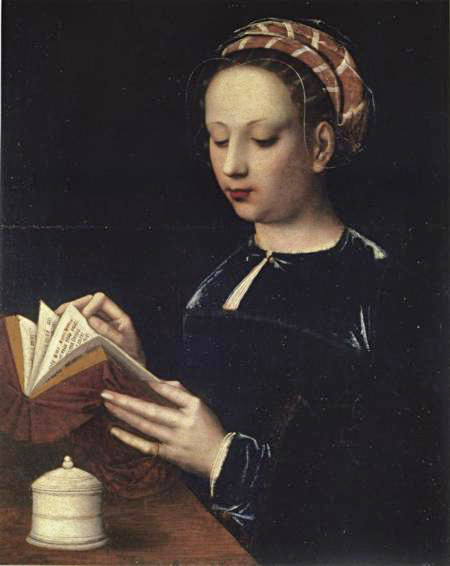
Cristina a Danemarcei

Cristina a fost fiica cea mică a regelui Christian al II-lea al Danemarcei și al Norvegiei și a Isabelei de Austria, sora împăratului Carol Quintul. S-a născut la Nyborg, în Danemarca în 1521, țară pe care a părăsit-o după detronarea tatălui ei în 1523. A crescut în Olanda.
La 4 mai 1534 Cristina s-a căsătorit prin procură cu Francesco al II-lea Sforza, Duce de Milano care a murit în 1535 lăsând-o văduvă la vârsta de 14 ani. Ea și Francesco nu au avut copii.
După decesul soțului ei, Cristina a locuit la curtea mătușii sale, guvernatoarea Țărilor de Jos, Maria a Austriei (1505–1558)
După ce Jane Seymour, cea de-a treia soție a regelui Henric al VIII-lea al Angliei, a murit în 1537, Cristina a fost considerată ca o posibilă mireasă pentru regele englez. Pictorul german Hans Holbein a fost însărcinat să picteze portrete ale nobilelor eligibile pentru a deveni regine ale Angliei. La 10 martie 1538, Holbein a ajuns la Bruxelles împreună cu diplomatul diplomat Philip Hoby pentru a o întâlni pe Cristina. Cristina a pozat pentru portret timp de trei ore purtând haine de doliu.
Cristina, pe atunci în vârstă de 16 ani, nu a făcut nici un secret din opoziția ei la căsătoria cu regele englez, care la acel moment era vestit în Europa pentru tratamentul acordat soțiilor sale.
La 10 iulie 1541 Cristina s-a căsătorit cu Francisc, Duce de Bar. Francisc a fost logodit cu Anne de Cleves care va deveni cea de-a patra soție a lui Henric al VIII-lea. În 1544, Francis i-a succedat tatălui său ca Duce de Lorena. Fiul ei, Carol al III-lea, Duce de Lorena, a fost numit după unchiul ei, împăratul Carol Quintul. Francisc a murit în 1545, lăsând-o pe Cristina regentă a Lorenei în timpul minoratului fiului lor.
În 1552, Franța a invadat Lorena iar ea a fost forțată să demisioneze ca regentă și să-și dea fiul pentru a fi crescut la curtea Franței ca ostatic. Cristina a încercat să-și căsătorească fiica Renata cu Frederic al II-lea al Danemarcei în jurul anului 1560, apoi cu Eric al XIV-lea al Suediei ca o alianță împotriva Danemarcei în timpul războiului dintre Danemarca și Suedia din 1563-1570. Toate aceste eforturi au fost zadarnice.
Fiica ei, Renata de Lorena, s-a căsătorit cu Wilhelm al V-lea, Duce de Bavaria și actualele familii regale daneze, norvegiene și suedeze coboară din ea. 